# Tommy Victor
Tommy Victor (* 19. září 1966 New York City) je americký zpěvák a kytarista, frontman skupiny Prong. Mimo Prong je znám také z působení v pozici kytaristy ve skupinách jako Danzig a Ministry.

## Kariéra
V pozdních osmdesátých létech Victor pracoval jako zvukový inženýr pro CBGB v New Yorku. Po vydání alba Rude Awakening v roce 1996 svou skupinu Prong rozpustil a přestěhoval se do Los Angeles. Pauzu kterou si s Prong vzal, využil ke spolupráci s muzikanty jako například Rob Zombie, Marilyn Manson, Trent Reznor či Glenn Danzig. V letech 2005–2008 a 2011–2012 také působil jako kytarista v Ministry. Victor v současné době mimo Prong pracuje s Glennem Danzigem v jeho skuině Danzig. Je také součástí superskupiny Teenage Time Killers, kterou vede Reed Mullin z Corrosion of Conformity.
Victor také poskytl některé vokály pro album Soulfly – Omen. Také přispěl k albu skupiny Argyle – Park Misguided, a psal hlavní riff pro píseň „Doomsayer“, který později použil v písni Prong „Controller“. Má dceru Victorii.

## Technika
Tommy Victor užívá Schecter Guitar Research od té doby, co začal s Prongem, a to jak S-1, tak C-1 v raných živých představeních. Později začal používat jejich Devil guitar, která by byla základem jeho druhého podpisového modelu. V roce 2013 byl jeho první podpisový model vydán na základě nově představené série Banshee, ale s mahagonovým tělem a krkem, ebenovým hmatníkem, snímači EMG a vlastními vložkami. V roce 2015 byl představen jeho druhý podpisový model založený na kytarě řady Devil s podobnými specifikacemi jako jeho první podpisový model, ale s černým niklovým hardwarem a s 12. pražcem.
Před použitím Schecter se Tommy spoléhal na několik kytar, zejména na Charvel Surfcaster. Další kytary, které používal v té době, byly Charvel LSX, Charvel Predator a Gibson SG Custom. Kolem vydání Rude Awakening, a před rozpadem Prongu,užíval Fernandes Guitars, užíval modely Vertigo a Deuce WS model.

## Diskografie

### Prong
- Demo '86 (demo, 1986)
- 4 Song Demo '87 (demo, 1987)
- Primitive Origins (EP, 1987)
- Force Fed (1988)
- Beg to Differ (1990)
- Lost and Found + 3 'Live at CBGB' Tracks (EP, 1990)
- The Peel Sessions (EP, 1990)
- Prove You Wrong (1991)
- Whose Fist Is This Anyway? (EP, 1992)
- Cleansing (1994)
- Rude Awakening (1996)
- Scorpio Rising (2003)
- Power of the Damager (2007)
- Carved into Stone (2012)
- Ruining Lives (2014)
- Songs from the Black Hole (2015)
- Zero Days (2017)

### Danzig
- Circle of Snakes (2004)
- Deth Red Sabaoth (2010)
- Skeletons (2015)
- Black Laden Crown (2017)

### Ministry
- Rio Grande Blood (2006)
- The Last Sucker (2007)
- Relapse (2012)